# 파란트로푸스 아에티오피쿠스
파란트로푸스 아에티오피쿠스(Paranthropus aethiopicus) 또는 오스트랄로피테쿠스 아에티오피쿠스(Australlopithecus aethiopicus)는 약 290만년 전부터 220만년 전 사이에 아프리카에서 생활했던 멸종된 원시 인류이다. 1985년 토드 올슨이 케냐에서 발견한 화석이다. 토드 올슨이 발견한 이 화석을 '검은 두개골' 이라고 부른다. 290~220만년전에 살았으며 파란트로푸스속 중 제일 처음 생긴 종이다. 이 종을 오스트랄로피테쿠스로 분류하는 학자들도 있다.
피란트로푸스 아에티오피쿠스의 화석은 주로 에티오피아의 오모 계곡 주변에서 발견되었다. 오스트랄로피테쿠스 아파렌시스와 닮은 얼굴을 하고 있었다. 파라오스트랄로피테쿠스 아에티오피쿠스로도 부른다. 유명한 화석에는 케냐에서 발견된 '검은 두개골'이 있다.

## 개요
파란트로푸스 아에티오피쿠스의 첫 화석은 1932년 프랑스의 인류학자 카밀레 아람버그에 의해 에티오피아의 오모 계곡에서 윗턱 뼈와 아래턱뼈가 발견되면서 알려졌다. 완벽한 두개골이 발견되지 않아 정체는 미확인으로 남아 있었으며, 아랑부르는 파라오스트랄로피테쿠스 아에티오피쿠스라 이름붙였다.
1967년 카밀레 아람버그와 이브 코팡스가 에티오피아에서 오모 강변에서 두개골과 신체 화석을 찾아냈다.
파란트로푸스 에티오피쿠스의 보다 완벽한 화석은 1985년 에티오피아의 오모 계곡에서 영국의 인류학자 미브 리키 팀의 토드 올슨에 의해서 발견된 성인 남성의 완벽한 해골로 알려졌다. 이 두개골은 검은 두개골이라는 별명이 붙여졌는데 얼굴은 넓고 평평하며, 크고 평평한 어금니를 가졌고 도널드 요한슨 등이 발견한 오스트랄로피테쿠스 아파렌시스와 닮은 얼굴을 하고 있었다.
정수리 부분에 혹과 같은 뼈가 솟아 있어, 광대 뒤편에까지 큰 근육이 붙어있었던 특이한 형태가 발견되었는데 이는 파란트로푸스 로부스투스나 진잔트로푸스 보이세이에게서 나타나는 특징이었다. 얼굴은 짧고 평평하였는데, 이는 평평하면서도 광대가 나온 파란트로푸스 로부스투스나 코뼈 와 치아 끝 사이가 긴 얼굴을 가진 진잔트로푸스 보이세이와의 차이점이다.
로부스투스와 보이세이에게서 나타나는 특징이 발견되어, 이는 오스트랄로피테쿠스 아파렌시스와 로부스투스, 보이세이의 중간을 연결해 주는 것으로 확인됐고, 이름은 다시 오스트랄로피테쿠스 에티오피쿠스로 분류되었다. 오스트랄로피테쿠스 아파렌시스에서 진화하여 로부스투스, 보이세이의 공동 조상이 된 것으로 보고 있다. 2000년대 이후에는 파란트로푸스 에티오피쿠스라는 이름으로도 부르고 있다.
오스트랄로피테쿠스 아프리카누스, 오스트랄로피테쿠스 세디바, 오스트랄로피테쿠스 가르히, 호모 하빌리스 등과 같은 시대에 살았으며 후손인 파란트로푸스 로부스투스, 진잔트로푸스 보이세이와도 상당기간 공존했다. 두뇌의 용량은 400~450cc이다.

## 같이 보기
- 오스트랄로피테쿠스 아프리카누스
- 오스트랄로피테쿠스 세디바
- 오스트랄로피테쿠스 가르히
- 호모 하빌리스